# Театр Йозефа Грегора Таёвского (Словакия)
Театр Йозефа Грегора Таёвского (словац. Divadlo Jozefa Gregora Tajovského) — профессиональный драматический театр в Словакии, в городе Зволен, создан 28 августа 1949 года и изначально носил название Центральнословацкий театр (Stredoslovenské театр). В настоящее время его учредителем является Банскобистрицкий автономный край.
Театр расположен в здании бывшего гранд-отеля, построенном в конце XIX века. В 1987—1994 годах состоялась масштабная реконструкция здания. Вместимость зала театра — 334 мест, студии для более камерных проектов — 91 мест.